# Supertaça Cândido de Oliveira 2024
La Supertaça Cândido de Oliveira 2024 è stata la 46ª edizione di tale competizione, la 22ª a finale unica. 
Si è disputata il 3 agosto 2024 allo stadio comunale di Aveiro tra lo Sporting Lisbona, vincitore della Primeira Liga 2023-2024, e il Porto, vincitore della Taça de Portugal 2023-2024, vedendo trionfare il Porto alla sua ventiquattresima affermazione nel torneo.

## Le squadre
| Squadre          | Qualificazione                             | Partecipazioni precedenti (il grassetto indica la vittoria) |
| ---------------- | ------------------------------------------ | --- |
| Sporting Lisbona | Vincitore della Primeira Liga 2023-2024    | 11 (1980, 1982, 1987, 1995, 2000, 2002, 2007, 2008, 2015, 2019, 2021) |
| Porto            | Vincitore della Taça de Portugal 2023-2024 | 32 (1981, 1983, 1984, 1985, 1986, 1988, 1990, 1991, 1992, 1993, 1994, 1995, 1996, 1997, 1998, 1999, 2000, 2001, 2003, 2004, 2006, 2007, 2008, 2009, 2010, 2011, 2012, 2013, 2018, 2020, 2022, 2023) |

## Tabellino
| Arbitro: | João Pinheiro (Braga) |

|                                         |           |                                               |
| G. Inácio 6’ P. Gonçalves 9’ Quenda 24’ | Marcatori | 28’, 66’ Galeno 64’ N. González 101’ I. Jaime |